# Aleksiej Chruszczow
Aleksiej Chruszczow (ur. 12 marca 1982 w Kiszyniowie) – mołdawski szachista i sędzia klasy międzynarodowej (FIDE Arbiter od 2009), arcymistrz od 2007 roku.

## Kariera szachowa
Pomiędzy 1997 a 2000 r. kilkukrotnie reprezentował Mołdawię na mistrzostwach świata i Europy juniorów w różnych kategoriach wiekowych. Był również czterokrotnym (w latach 2000–2008) uczestnikiem szachowych olimpiad. W 2003 r. zdobył brązowy medal indywidualnych mistrzostw Mołdawii, natomiast w 2004 r. sięgnął po tytuł mistrzowski.
Normy na tytuł arcymistrza wypełnił w Moskwie (dwukrotnie, w 2004 – dz. I m. wspólnie z Aleksandrem Krapiwinem i 2006 – memoriał Jefima Gellera, dz. III m. za Farruchem Amonatowem i Władimirem Afromiejewem, wspólnie z Jewgienijem Worobiowem) oraz w Tuli (2006, dz. I m. wspólnie z Rufatem Bagirowem, Aleksandrem Złoczewskim i Georgui Castanedą).
Do innych jego indywidualnych sukcesów należą m.in. II m. w Eforie (1999, za Liviu-Dieterem Nisipeanu), dz. I m. w Kiszyniowie (2001, wspólnie z Wadimem Czernowem), I m. w Sierpuchowie (2004), I m. w Wołodarsku (2007), I m. w Moskwie (2007), dz. II m. w Czelabińsku (2008, za Rustamem Chusnutdinowem, wspólnie z Pawłem Gnusariewem) oraz II m. w Peterhofie (dwukrotnie w 2008, za Aleksandrem Szymanowem, wspólnie z Maksimem Matlakowem oraz za Denisem Jewsiejewem).
Najwyższy ranking w dotychczasowej karierze osiągnął 1 kwietnia 2008 r., z wynikiem 2514 punktów zajmował wówczas 4. miejsce wśród mołdawskich szachistów.